# خوسيه لويس لوبيز (ملاكم)
خوسيه لويس لوبيز (بالإسبانية: José Luis López)‏ مواليد 28 مايو 1973 في ولاية دورانغو، المكسيك، هو ملاكم محترف مكسيكي يصنف ضمن فئة وزن الوسط. حقق بطولة منظمة الملاكمة العالمية.

## إحصائيات
خاض خلال مسيرته 54 نزالا، فاز في 48 وتعادل في 2 وخسر في 4. فاز بالضربة القاضية في 37 نزالا.

## روابط خارجية
- خوسيه لويس لوبيز على موقع بوكس ريك (الإنجليزية) (registration required)